# The Worlds of Fritz Leiber
The Worlds of Fritz Leiber (letteralmente "I mondi di Fritz Leiber") è una raccolta di racconti dello scrittore americano Fritz Leiber, pubblicata per la prima volta da Ace Books nel novembre 1976. Rappresenta la terza di tre retrospettive sull'opera di Leiber pubblicate in rapida successione a metà degli anni settanta, assieme ai due volumi gemelli Spazio, tempo e mistero e Spazio, tempo e altri misteri (DAW Books, 1974-1975) e a Il meglio di Fritz Leiber (Sphere Books e Doubleday, 1974).
L'antologia non è mai stato tradotta in lingua italiana.

## Struttura
Il volume si apre con un'introduzione di Leiber e raccoglie ventidue racconti fantasy, fantascientifici e horror, tutti già apparsi in varie riviste e antologie; per la maggior parte i testi risalgono alla maturità stilistica di Leiber fra gli anni Cinquanta e Sessanta, ma cinque racconti (quindi quasi un quarto sul totale) sono produzioni contemporanee degli anni settanta. Sul piano contenutistico diciassette racconti sono auto-conclusivi, uno appartiene alla saga di Fafhrd e il Gray Mouser, uno al ciclo della Guerra del Cambio, uno al dittico di Simon Grue (l'altro era già confluito due anni prima ne Il meglio di Fritz Leiber), e due compongono la serie del Dottor Dragonet.

## Contenuti
- Introduzione di Fritz Leiber
- "Hatchery of Dreams", Fantastic Stories novembre 1961.
- "The Goggles of Dr. Dragonet", Fantastic Stories of Imagination luglio 1961. Racconto del Dottor Dragonet.
- "Far Reach to Cygnus", Amazing Stories febbraio 1965. Racconto del Dottor Dragonet.
- "Night Passage", Gnostica luglio 1975.
- "Nice Girl with Five Husbands", Galaxy Science Fiction aprile 1951.
- "When the Change-Winds Blow", The Magazine of Fantasy & Science Fiction agosto 1964. Racconto della Guerra del Cambio.
- "237 Talking Statues, Etc.", The Magazine of Fantasy & Science Fiction settembre 1963.
- "The Improper Authorities", Fantastic Science Fiction Stories novembre 1959.
- "Pipe Dream", If febbraio 1959. Racconto di Simon Grue.
- "What's He Doing in There?", Galaxy Science Fiction dicembre 1957.
- "Friends and Enemies", Infinity Science Fiction aprile 1957.
- "The Last Letter", Galaxy Science Fiction giugno 1958.
- "Endfray of the Ofay", If marzo 1969.
- "Cyclops", Worlds of Tomorrow settembre 1965.
- "Mysterious Doings in the Metropolitan Museum", nell'antologia Universe 5, a cura di Terry Carr, Random House, 1974.
- "The Bait", Whispers dicembre 1973. Racconto di Fafhrd e il Gray Mouser.
- "The Lotus Eaters", The Magazine of Fantasy and Science Fiction ottobre 1972.
- "Waif", nell'antologia The Far Side of Time: Thirteen Original Stories, a cura di Roger Elwood, Dodd, Mead & Co., 1974.
- "Myths My Great-Granddaughter Taught Me", The Magazine of Fantasy & Science Fiction gennaio 1963.
- "Catch That Zeppelin!",The Magazine of Fantasy and Science Fiction marzo 1975.
- "Last", The Magazine of Fantasy & Science Fiction marzo 1957.

## Edizioni italiane di singoli racconti
Questa selezione non è mai stata tradotta integralmente in lingua italiana, tuttavia dodici racconti in essa presenti erano già apparsi o sarebbero successivamente apparsi in antologie miscellanee, oppure in altre raccolte monografiche dedicate a Leiber. Le prime edizioni in traduzione sono elencate in ordine cronologico. 
- "Le cattive autorità" ("The Improper Authorities") nell'antologia Il pianeta delle nove lune, Cosmo 58, Ponzoni Editore, 1960.
- "L'ultima lettera" ("The Last Letter") in Galaxy a. V n. 9, Casa Editrice La Tribuna, 1962.
- "L'ingegner Dolf" ("Catch That Zeppelin!") nell'antologia Pistolero fuori tempo, Urania 676, Arnoldo Mondadori Editore, 1975.
- "Ultimo" ("Last") ne [Il pianeta degli angeli] Nova SF* a. IX n. 32, Libra Editrice, 1975.
- "L'esca" ("The Bait") in Spade tra i ghiacci, Fantacollana 28, Editrice Nord, 1979.
- "Il koami dell'uomo bianco" ("Endfray of the Ofay") in Millemondiestate 1986: 3 Romanzi brevi e 15 Racconti, Urania Millemondi 29, Arnoldo Mondadori Editore, 1986.
- "Ciclopi" ("Cyclops") in Millemondinverno 1987: 3 Romanzi brevi e 13 Racconti, Urania Millemondi 32, Arnoldo Mondadori Editore, 1987.
- "Sogno doppio" ("Pipe Dream") in Millemondiestate 1988: 2 Romanzi brevi e 13 Racconti, Urania Millemondi 33, Arnoldo Mondadori Editore, 1988.
- "Gli occhiali della mente" ("The Goggles of Dr. Dragonet") in Millemondinverno 1988: 3 Romanzi brevi e 12 Racconti, Urania Millemondi 34, Arnoldo Mondadori Editore, 1988.
- "Che cosa sta facendo là dentro?" ("What's He Doing in There?") in Cronache dallo spazio. Il meglio di Fritz Leiber, Fantascienza 6, Sperling & Kupfer, 1991.
- "237 statue parlanti eccetera" ("237 Talking Statues, Etc.") in Cronache dallo spazio. Il meglio di Fritz Leiber, Fantascienza 6, Sperling & Kupfer, 1991.
- "Quando soffiano i venti del cambiamento" ("When the Change-Winds Blow") in Cronache dallo spazio. Il meglio di Fritz Leiber, Fantascienza 6, Sperling & Kupfer, 1991.

## Accoglienza e premi
Il racconto "Catch That Zeppelin!" ha vinto sia il Premio Nebula sia il Premio Hugo nel 1976. Il critico C. Ben Ostrander recensì The Worlds of Fritz Leiber in The Space Gamer n. 8 e dichiarò che Leiber "è un maestro totale della parola scritta [...] Non perdetevi questo libro!"